# Staurogyne grandiflora
Staurogyne grandiflora är en akantusväxtart som beskrevs av E. Hossain. Staurogyne grandiflora ingår i släktet Staurogyne och familjen akantusväxter. Inga underarter finns listade i Catalogue of Life.